# Oedothorax insulanus
Oedothorax insulanus är en spindelart som beskrevs av Paik 1980. Oedothorax insulanus ingår i släktet Oedothorax och familjen täckvävarspindlar. Inga underarter finns listade i Catalogue of Life.